# Cantonul Brie-Comte-Robert
Cantonul Brie-Comte-Robert este un canton din arondismentul Melun, departamentul Seine-et-Marne, regiunea Île-de-France , Franța.

## Comune
- Brie-Comte-Robert (reședință)
- Chevry-Cossigny
- Coubert
- Évry-Grégy-sur-Yerre
- Férolles-Attilly
- Grisy-Suisnes
- Lésigny
- Limoges-Fourches
- Lissy
- Servon
- Soignolles-en-Brie
- Solers